# Cuchillo

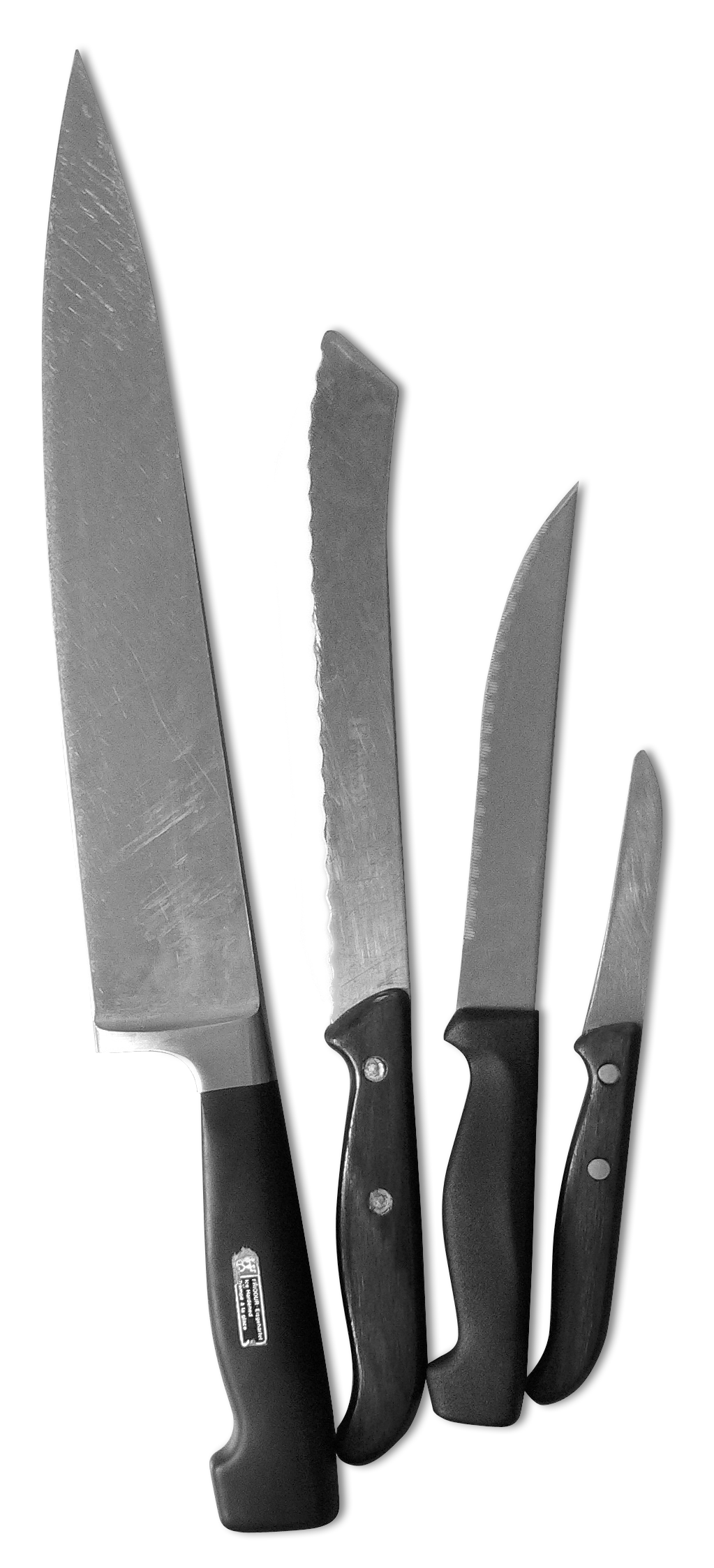
Cuchillos de cocina

El cuchillo es un instrumento que se emplea para cortar; consta de una fina hoja metálica con uno o dos bordes afilados y de un mango por el cual se sostiene. Se ha usado como herramienta (como, por ejemplo, utensilio de cocina) y a su vez es una arma blanca que desde la Edad de Piedra, tal y como han evidenciado las excavaciones realizadas en Olduvay, en las que pueden verse ejemplares con una antigüedad de dos millones y medio de años. Se denomina puñalada, cuchillada o acuchilladizo el golpe o herida que resulta tras clavar el cuchillo en alguna parte del cuerpo de las personas u otros animales, a excepción los insectos y los reptiles.[cita requerida]

## Materiales y construcción
Las dos partes principales de un cuchillo son el mango y la hoja. Los cuchillos son agrupados por distintos tipos, según su uso o función, y por la distribución del mango.[cita requerida]

### Hojas

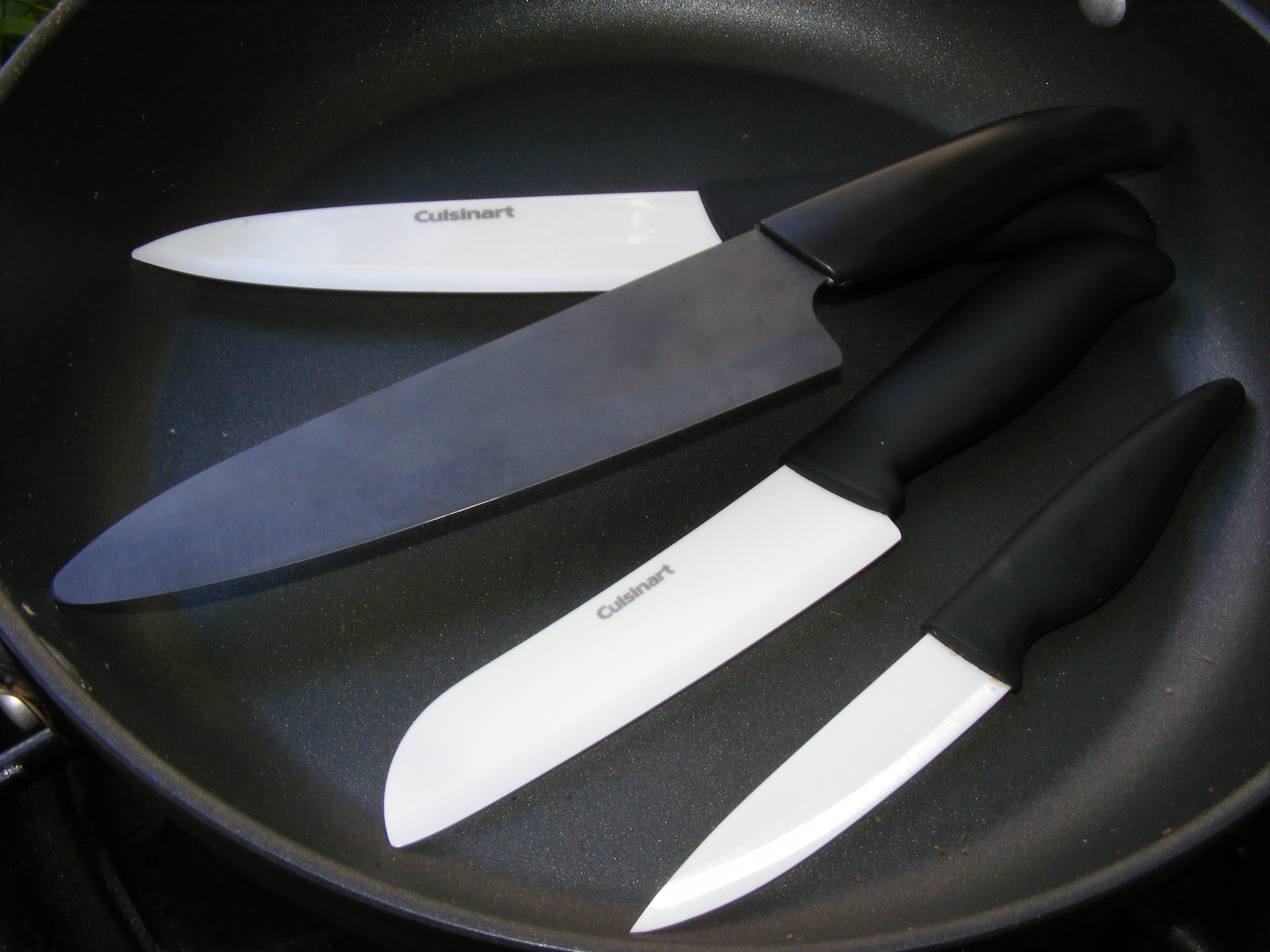
Diversos cuchillos de cerámica

La hoja es el elemento principal del cuchillo. Se elaboran hoy en día de hierro, acero inoxidable y existen versiones de cerámica. La cerámica tiene la ventaja de que no necesita ser afilada regularmente, pero su desventaja es la fragilidad, y se rompe con facilidad si se golpea (es empleada con frecuencia en la alta cocina); otro material que suele ser usado es el talonite. Antiguamente se empleaba el acero al carbono (carente de cromo), forjado o laminado en caliente, de fácil oxidación, y en la actualidad se utilizan mucho los llamados aceros inoxidables, que no lo son en realidad, sino que poseen distintos grados de resistencia a la corrosión según el contenido de carbono y cromo de su aleación. Es la opción más habitual. Los aceros "inoxidables" con bajo contenido de carbono (normalmente 0,30-0,40 % tipo AISI 420 o similar) tienen más resistencia a la corrosión que los aceros con alto contenido de carbono (generalmente hasta 1 % tipo AISI 440C o similar)) que logran una dureza óptima de 60 Rc. con lo que la durabilidad del filo es excelente sin mucha dificultad para su reafilado. En el caso de los más resistentes a la corrosión por ser de menos dureza (generalmente menos de 54 Rc) se debe proceder a su reafilado frecuente mediante el uso de una piedra de afilar. Son soluciones de compromiso: con más resistencia a la corrosión=menos dureza, retención de filo y más fácil su reafilado; con menos resistencia a la corrosión=más dureza y retención de filo. Los aceros más caros y de mayor prestigio internacional para las hojas de los cuchillos son los del tipo conocido como acero damasquino. Estas hojas tienen la ventaja de ser resistentes y de conservar por más tiempo el filo. En algunas ocasiones, como en los menús que sirven en los aviones, o en los restaurantes de los aeropuertos, los cuchillos que se sirven en los servicios de mesa tienen las hojas de plástico con el filo aserrado; en estos casos los cuchillos con estas características se consideran de «un solo uso».
Las hojas de los cuchillos son de formas muy diversas y por regla general responden a las especificidades para las que están diseñadas. Por ejemplo, los cuchillos con hoja de sierra se emplean en el corte de cuerdas o cartón; los hay acabados en punta fina o en punta roma, pueden tener un filo (filo y contrafilo) o dos, pueden ser de hoja flexible (cuchillo jamonero) o de hoja rígida. En algunos casos, la hoja se recubre mediante carbonitruración (con zirconio) para evitar la corrosión.[cita requerida]

### Mangos/empuñaduras

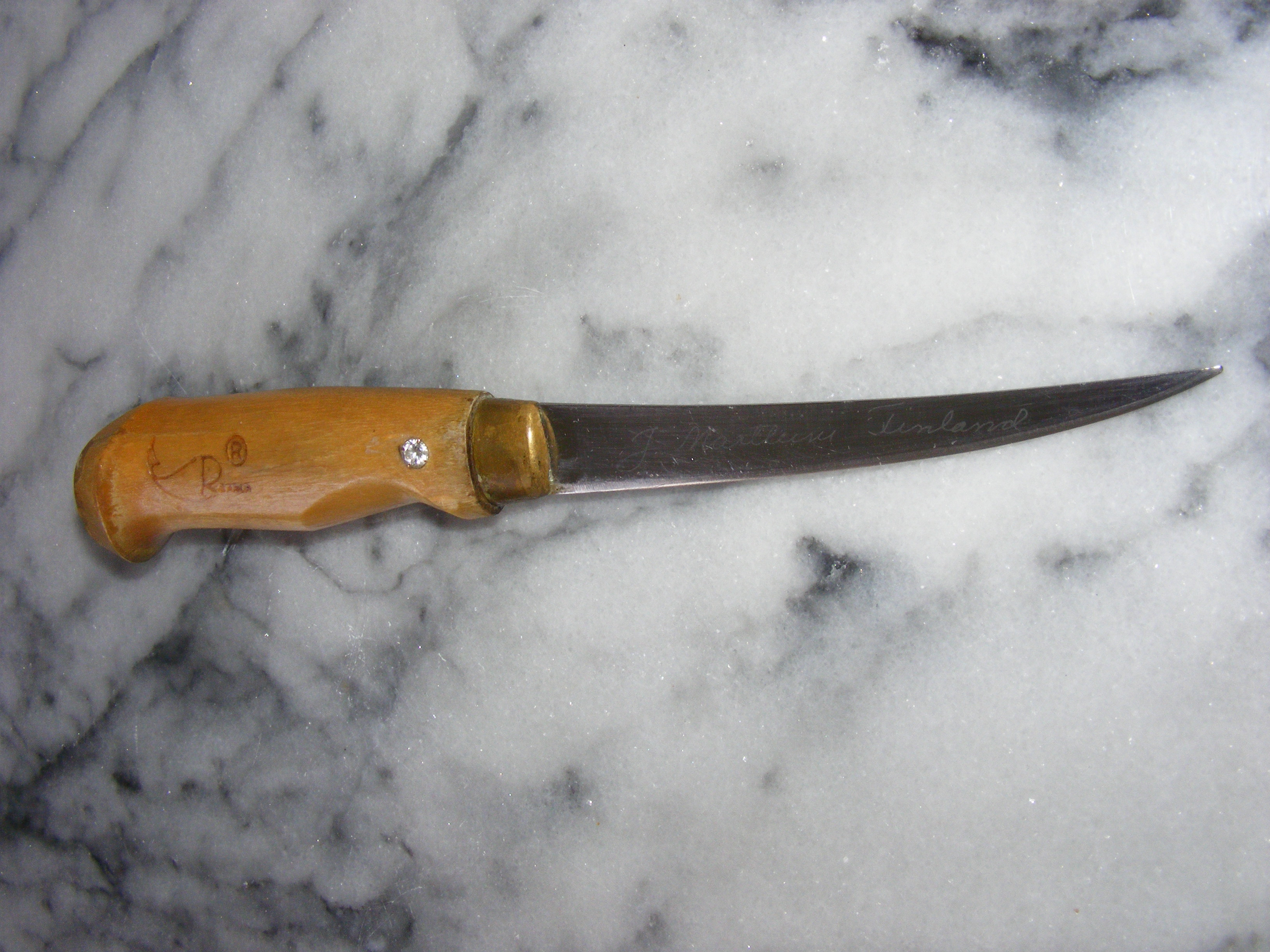
Cuchillo para filetear pescado de origen finlandés, con empuñadura de madera e incrustación de diamantes

Los mangos de los cuchillos se diseñan por regla general con ergonomía, para que se adapten a la mano y permitan estar en equilibrio cuando son sujetados, sin necesidad de hacer fuerzas innecesarias. Los mangos se elaboran con dos materiales principales: con plástico y con madera. Los más exóticos emplean otros materiales como asta de animales, hueso, o raíces de árboles. Con la llegada del siglo XX, se fueron incorporando nuevos materiales como el nylon, el Zytel, los compuestos de fibra de carbono, el G-10 y el titanio. Existen versiones de cuchillo elaborados de una sola pieza, en la que el mango y la hoja forman parte del mismo material: es el caso más habitual de los cuchillos de mesa en la cubertería y algunos de cocina.[cita requerida]

## Tipos de cuchillos

### Cuchillos de combate
Son aquellos cuchillos que son usados como armas blancas por los efectivos de las distintas Fuerzas Armadas, o de organizaciones militares o de seguridad similares. Ejemplos de cuchillos de combate:
- Cuchillo bayoneta: Cuchillo diseñado para fijarse debajo del cañón de un fusil o de un arma de fuego similar para usarlo en la lucha cuerpo a cuerpo.
- Cuchillo de trinchera: Cuchillo empleado en la Primera Guerra Mundial; tenía una empuñadura de bronce con manopla incluida, siendo muy pesado. Era muy empleado en la guerra de trincheras.
- Cuchillo de paracaidista: Arma blanca tradicional del Ejército Argentino.
- Vizcaína: Arma blanca usada como apoyo a la espada ropera entre los siglos XIV al XVII.
- Cuchillo balístico: Arma blanca que lanza su hoja por medio de un mecanismo de resorte o por gas. Es utilizado por los Spetsnaz desde principios de los años 1980 para misiones en las que no fueran usadas armas de fuego.

### Cuchillos de servicio de mesa/cocina

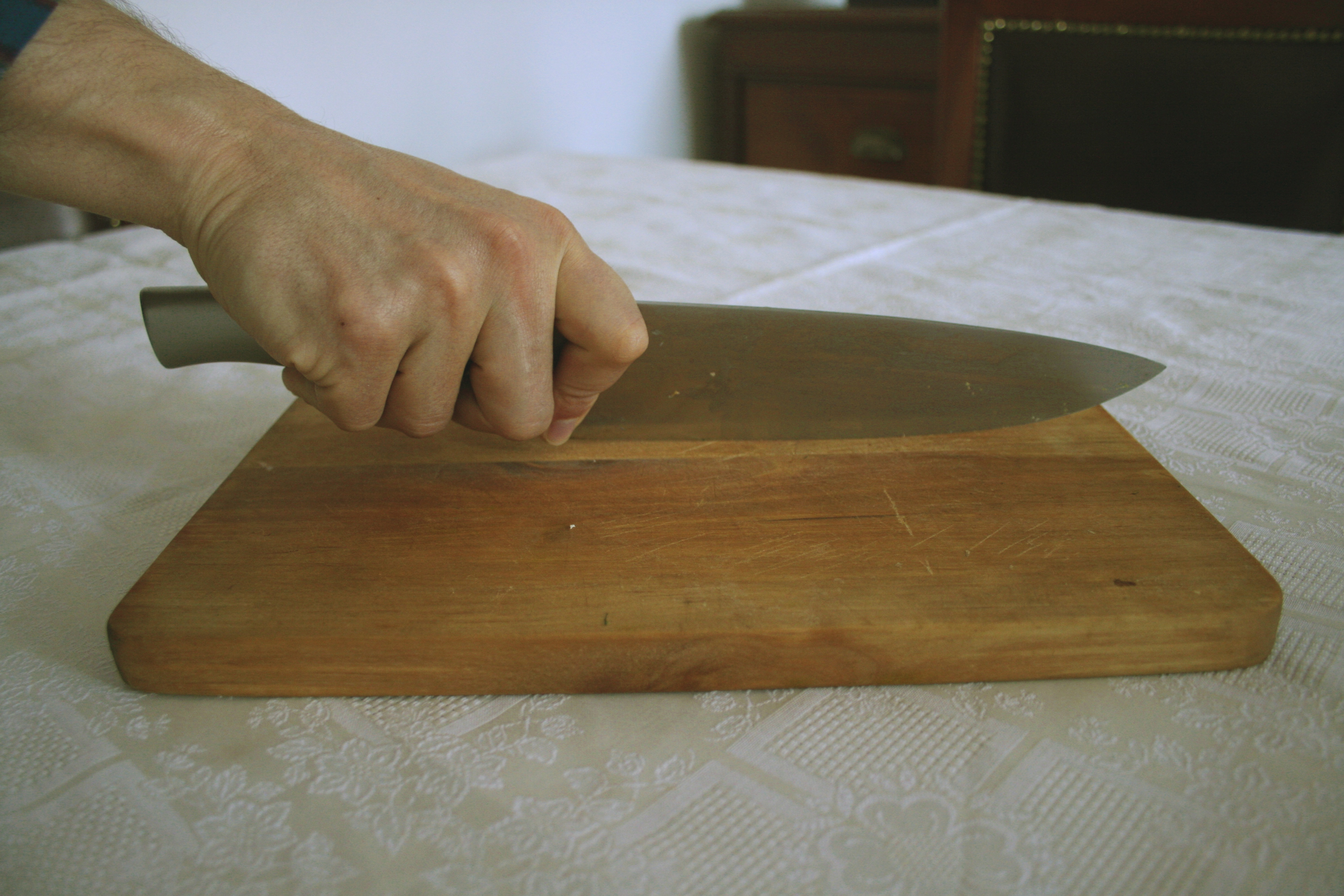
Agarre correcto del cuchillo de cocina

En la cocina se suelen emplear (siempre junto con una tabla de cortar) diversos tipos de cuchillos para distintas funciones. La forma de la hoja es determinada por el uso para el que se le haya diseñado: cortar carne, pan, deshuesar, cortar pescado, etc. Ejemplos de estos incluyen:[cita requerida]
- Cuchillo de pan: un cuchillo empleado para cortar las rebanadas de pan, suele tener la hoja aserrada.
- Cuchillo de deshuesar: es un cuchillo empleado en el deshuese de ciertas carnes: aves, de res, y pescado
- Cuchillo de chef: conocido también como cuchillo francés de hoja larga y curvada, sirve tanto para cortar como para picar diferentes alimentos, diseñado para cortar, rebanar y picar, es posible encontrarlo en diferentes longitudes pero todos con la misma forma.
- Cuchillo eléctrico: se trata de un electrodoméstico con hoja aserrada que se mueve proporcionando corte allí donde se aplica
- Cuchillo de cocina: cualquier cuchillo, incluido el cuchillo del Chef, que está destinado a ser empleado en la cocina para la preparación de verduras y diversos alimentos; se considera un cuchillo multiusos en la cocina.
- Cuchillo de mesa: es una pieza de cubertería, al igual que el cuchillo de untar, Cuchillo de carne, etc. que suele ser parte del servicio de mesa, por regla general acompaña al tenedor y a la cuchara.
- Cuchillo patatero: de hoja corta (menos de 10 cm) generalmente se emplea para pelar las pieles y poder cortar verduras.

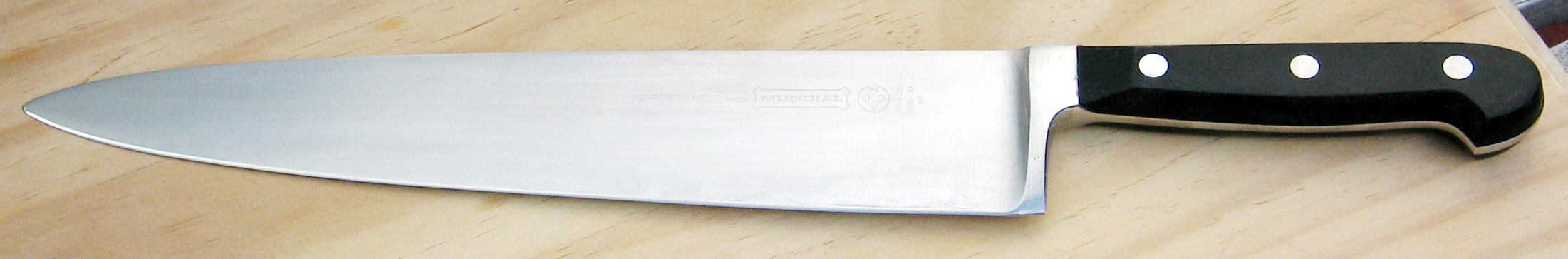
Cuchillo de cocinero.

- Cuchillo jamonero: se caracteriza por tener la hoja muy flexible, larga y fina; sirve para obtener finas lonchas de jamón o de otras viandas.
- Cuchillo de queso: Cuchillo empleado para cortar el queso, existen versiones dependiendo de la textura del queso: blando o duro. Otra versión con la misma finalidad que se emplea en el corte de los quesos nórdicos, procedentes del norte de Europa, es el rebanador de queso.
- Cuchillo mopo: Cuchillo que ha perdido el filo.

### Cuchillos de utilidad

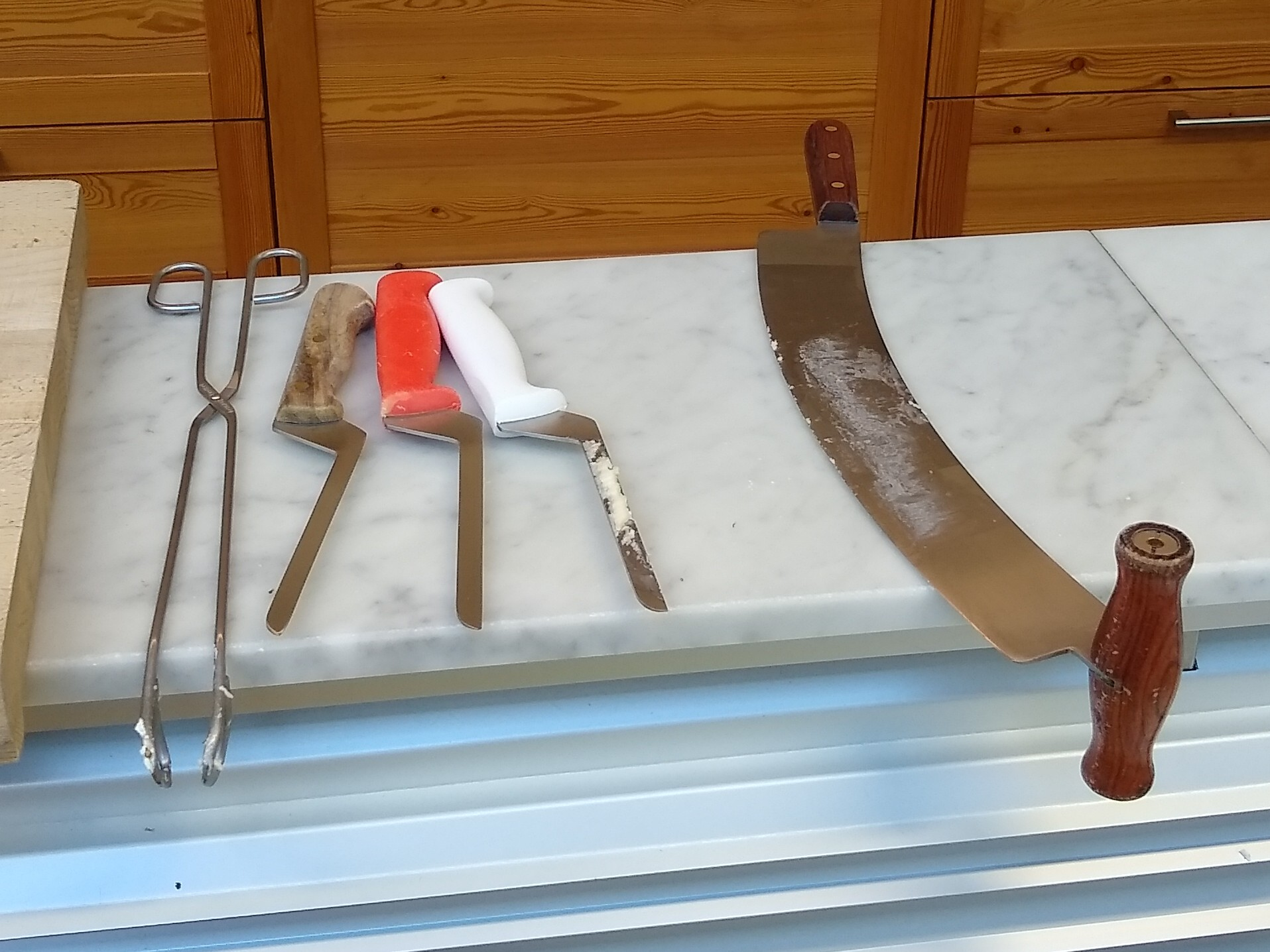
Cuchillos especiales para cortar queso

Se trata de un cuchillo que ofrece una utilidad específica a ciertas profesiones, algunos de ellos son:
- Navaja mariposa: o también denominada de abanico (balisong) en la que el mango está dividido en dos mitades que pueden pivotar a ambos lados de la base de la hoja. Su apertura se puede realizar por inercia mediante un movimiento circular y rápido de la mano que sostiene la navaja.
- Cuchillo de carnicero: se trata de un cuchillo profesional empleado en las carnicerías para filetear y extraer diferentes porciones de carne.
- Cuchillo de submarinismo: es un cuchillo empleado generalmente en buceo y demás deportes acuáticos.
- Cuchillo de electricista: Se trata de un cuchillo con el mango de plástico para aislar de posibles corrientes
- Cuchillo de cazador: se trata de un cuchillo empleado en la caza mayor, a veces se denomina cuchillo de monte. Su función es desollar y procesar la carne de la presa.
- Navaja de bolsillo: conocida también como multi-tool o jackknife, contiene diversas hojas cada una de ellas con una función específica.
- Cuchilla paleta: se trata de un cuchillo o espátula  que posee un lado afilado y otro sin afilar, se emplea en labores muy específicas de cocina y laboratorio químico.
- Escalpelo: un cuchillo muy afilado empleado en medicina para hacer disecciones
- Navaja de barbero: una navaja empleada para afeitar el pelo, hoy en día sustituida por las hojas de afeitar reutilizables y las máquinas de afeitar.
- Cuchillo de supervivencia: Se trata de un cuchillo con diferentes usos empleado en las diferentes técnicas de supervivencia. Por lo general es diferente según la zona en que se emplea (jungla, bosque, desierto, etc.). La mayoría de los cuchillos de supervivencia están adaptados a un rango semejante de ambientes, no se necesitará una hoja que soporte temperaturas extremas si las expediciones sólo se realizan en el territorio español, por ejemplo. Si se necesita ir desprovisto de herramientas para aligerar peso, las necesidades son mayores. Si el cuchillo de supervivencia se echa en falta a la hora de cazar no tiene que soportar las mismas condiciones que si ha sido fundamental para ayudar a construir un refugio.

La exigente tarea de este elemento requiere que no ceda ante grandes presiones ni golpes secos, es decir, no puede partirse. Esto se logra con un cuchillo de una sola pieza metálica, en la que la hoja se continúa bajo la empuñadura, son las hojas enterizas. Lo más común es que contenga filo a un lado y sierra al otro. Utilizando cada borde para el corte adecuado (rama, tallo, piel, ropa…) evitaremos desgastes innecesarios. Si se quiere que dure mucho tiempo, habrá que limpiar la hoja después de cada uso, y afilarlo en cuanto se note que no corta tan bien como al principio.
- Navaja de muelle: un cuchillo o navaja con la hoja retraída, que muestra su hoja al apretar el botón existente en su mango.

### Cuchillos étnicos

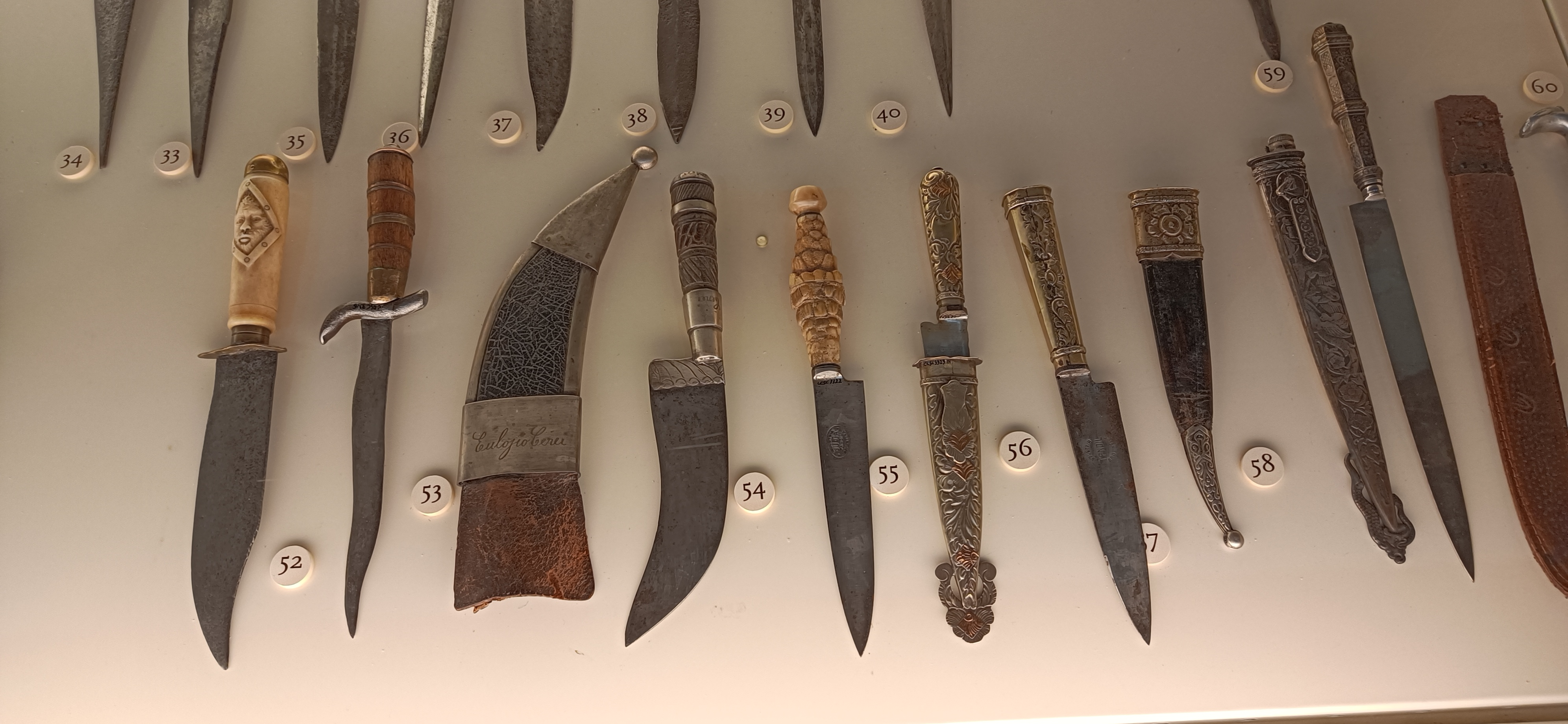
Colección de distintos cuchillos.

Son aquellos cuchillos que por sus características son representativos de un país, de una región o de un grupo étnico en particular. Ejemplos:
- Bowie: Cuchillo diseñado por el coronel estadounidense Jim Bowie, suele tener una hoja de más de 18 cm y de bastante espesor. Usado principalmente para supervivencia y combate.
- Corvo: Cuchillo usado por los pirquineros y mineros en la zona norte de Chile en el siglo XIX, y utilizado por la infantería del Ejército de Chile en la guerra del Pacífico. Este cuchillo se ocupa hasta nuestros días por la infantería del Ejército Chileno con ciertas modificaciones.

Dibujo de un cuchillo canario.

- Cuchillo canario: Cuchillo artesanal de la isla de Gran Canaria utilizado tradicionalmente en labores agropecuarias. Consta de un elaborado cabo (mango) fusiforme compuesto por una serie de piezas de metal, cuerno, hueso, etc., con incrustaciones de metal u otro material. Puede estar decorado con figuras geométricas, decoración floral, dameros, etc. La hoja lanceolada, normalmente de un solo filo, se caracteriza por una escotadura redondeada en su parte superior concebida para apoyar el dedo.
- Facón: Cuchillo tradicional de los gauchos en la zona de las pampas sudamericanas. También incluye su versión corta, el verijero, utilizada tanto por gauchos como por malevos y rufianes del bajo fondo en la Buenos Aires de comienzos del siglo XX. Además, existe una versión menos sofisticada e improvisada del facón en la actualidad: La faca, utilizada en cárceles y asentamientos precarios, fabricada con cualquier pedazo de acero, afilándolo y asiendo el mismo con una envoltura de paño o plástico.
- Kukri: Cuchillo del Nepal empleado en la agricultura y como arma reglamentaria en los regimientos gurkhas que prestan servicios en los ejércitos del Reino Unido e India.
- Laguiole: Navaja de bolsillo tradicional de Francia que se produce en las localidades de Thiers y Laguiole en la región de Aveyron, al sur de Francia.
- Mora: Cuchillo sueco similar en diseño a los puukkos finlandeses, son cuchillos de cinturón manufacturados por las cuchillerías de la ciudad de Mora en Dalarna, Suecia.
- Opinel savoyard: Cuchillo de diseño simple manufacturado desde los años 1890 en la ciudad de Saint-Jean-de-Maurienne, en el departamento francés de Saboya.[5]
- Puukko: Cuchillo tradicional finlandés con un mango de madera que se emplea como herramienta principalmente para trabajar madera.
- Sabatier: Cuchillo de cocina manufacturado en Thiers, en Francia. De tradición desde comienzos del siglo XIX.[6]
- Seax: Cuchillo empleado por las tribus germánicas con un filo simple, empleado inicialmente como herramienta pero finalmente como arma.[cita requerida]

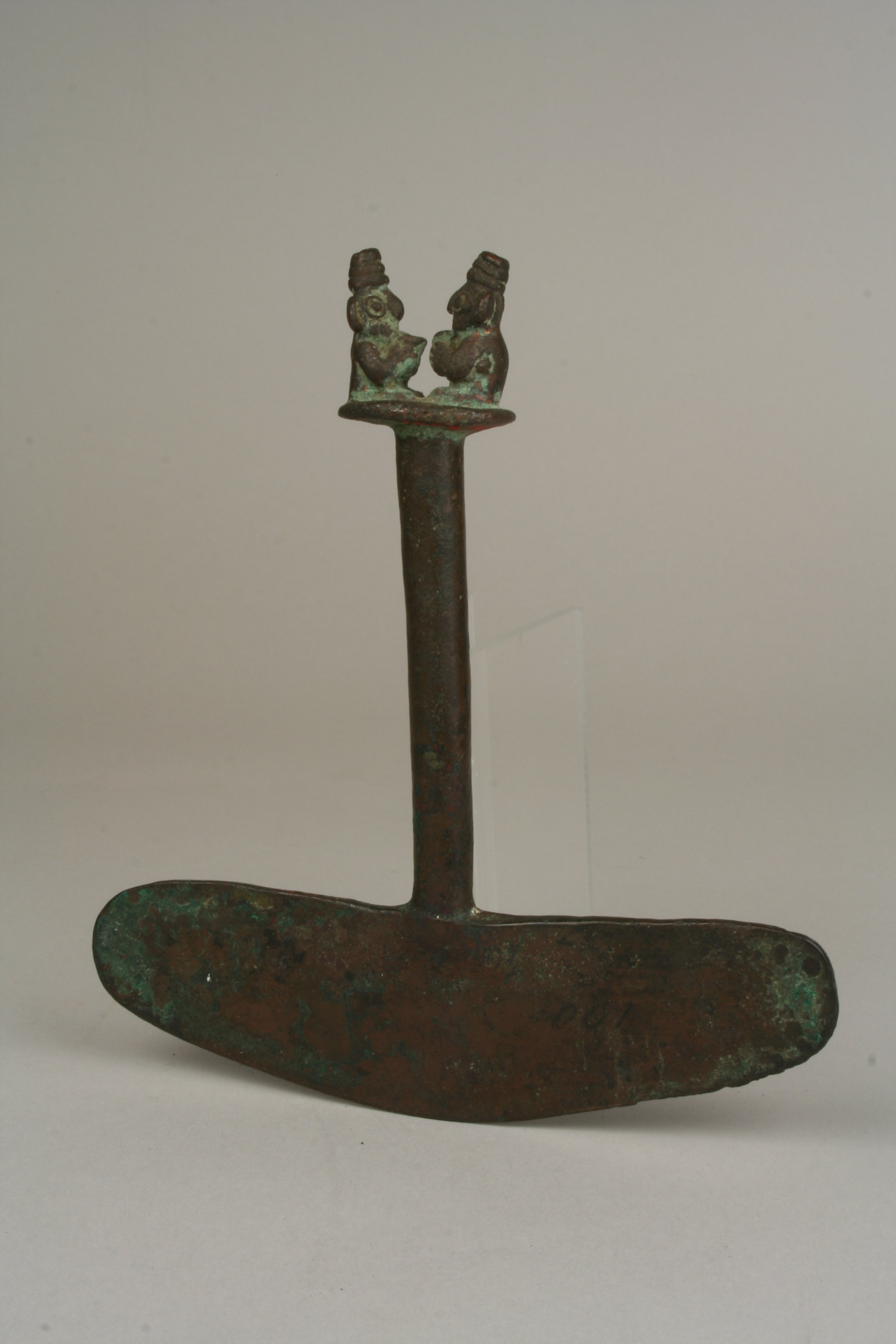
Tumi incaico hecho en bronce

- Tumi: Cuchillo, generalmente con hoja en forma de medialuna/semicircular, empleado por las civilizaciones andinas de la costa. Era usado principalmente para propósitos ceremoniales, motivo por el cual muchos estaban ricamente decorados (por ejemplo, el Tumi de Illmo). Podían ser producidos en oro, cobre, bronce, plata y tumbaga. Durante el Imperio incaico, su uso se popularizó a lo largo del mundo andino.
- Ulu: Cuchillo esquimal usado principalmente para desollar.

## Mantenimiento de cuchillos
El cuchillo tiene una función específica y resulta desaconsejable emplearlo para otros usos para los cuales no está preparado; por ejemplo, es peligroso y se deteriora la hoja de un cuchillo de cocina si se emplea como abrelatas. El principal mantenimiento es su limpieza, dejando que no se acumule suciedad entre el mango y la hoja. Por esta razón, cada vez que se emplee el cuchillo se aconseja limpiar con un trapo limpio de algodón la superficie del filo; de esta forma no solo se limpia la superficie, sino que demás se evita la oxidación y la mezcla de olores y sabores (en el caso de que sea un cuchillo de cocina). Las navajas de partes móviles necesitan periódicamente un poco de aceite para evitar oxidaciones y atascos de la maquinaria.
Se debe mantener afilado el cuchillo: un cuchillo poco afilado es peligroso ya que el esfuerzo extra para cortar un objeto puede causar un accidente y herir al operario. Es por esta razón por la que se aconseja llevar los cuchillos a un afilador profesional o disponer de una piedra de afilar capaz de poder poner al día el filo del cuchillo. Conviene para mantener el filo, que los cuchillos se guarden en un "tocho" de madera con ranuras especiales en los que se insertan los cuchillos "boca-abajo" o en una banda magnética sobre la que se puedan colocar las hojas de los cuchillos a la vista...[cita requerida]

## Manejo y precauciones
Los cuchillos requieren de un manejo apropiado ya que resultan peligrosos para la integridad de las personas si no se manipulan con cuidado. Por esta razón se debe comprobar que:
- Al ceder el cuchillo a otra persona no se debe ofrecer la hoja con la punta del cuchillo mirando hacia él, debe ofrecerse la empuñadura, para que pueda agarrar el cuchillo de forma natural sin accidente alguno.
- Nunca se debe desplazar con el cuchillo desnudo en la mano y mucho menos con la punta del mismo hacia afuera, la punta debe estar mirando al suelo y la parte afilada para atrás. Lo ideal es emplear una funda porta cuchillos para el transporte de los mismos.
- Se debe emplear el cuchillo correcto para cada ocasión, es decir, un cuchillo de pan para cortar pan, el de carne debe ser empleado para cortar carne, etc.
- El cuchillo no se debe emplear en otra operación que no sea la de cortar. Resulta extremadamente peligroso emplear un cuchillo como abrelatas o destornillador.
- Durante la operación del cuchillo los cortes se deben hacer siempre hacia el exterior, hacia afuera del cortador, nunca hacia dentro.
- Se debe emplear una tabla de cortar que estabilice adecuadamente el corte del cuchillo.
- Existe una regla simple: Un cuchillo mal afilado es mucho más peligroso que uno bien afilado.[7] Con el cuchillo mal afilado se hacen sobre-esfuerzos al cortar y se corre el peligro de no controlar el corte, un cuchillo afilado hace el corte sin apenas esfuerzo y su corte es posible controlarlo.
- Se deben reemplazar las empuñaduras que tengan holgura, un cuchillo con holgura en el mango es muy peligroso ya que no deja precisión en el corte y no es posible controlar su trayectoria.
- Si se realiza la operación de corte con gran asiduidad, varias veces al día durante periodos de tiempo prolongado, debe elegirse un mango ergonómico para evitar el Síndrome del túnel carpiano.

## Rituales y supersticiones
El cuchillo juega un papel importante en algunas culturas por su uso en rituales y su aparición en algunas supersticiones. Como el cuchillo es una herramienta esencial para la supervivencia desde los comienzos de la historia humana, puede encontrarse en algunas sociedades empleado junto a las cunas para proteger a los recién nacidos de seres malignos o colocado en las tumbas para que los muertos se defiendan en el otro mundo. En forma similar, los cuchillos juegan un papel importante en los ritos de iniciación, en los que se emplean ciertos cuchillos generalmente elaborados con metales preciosos: oro, plata, etc. en los sacrificios ceremoniales de animales (véase Itzli).
En Japón, los guerreros samurái, como parte del bushidō, podían desarrollar el rito del suicidio, o seppuku, con un tantō. El athame, que es una daga ceremonial empleada en la religión Wicca.

## Legislación sobre la tenencia
Llevar cuchillos en la vía pública está prohibido en países como Chile, España y Argentina, entre otros, aunque existen excepciones en los casos de portar un cuchillo por razones profesionales: cuchillo de electricista. Las navajas de bolsillo tienen, en la mayoría de las jurisdicciones, restricciones de diferentes tipos: longitud de la hoja, tamaño de la navaja, etc. La ley se regula bajo la posesión de armas blancas, siendo en algunos casos el porte de este tipo de armas considerado como un agravante en la perpetración de delitos. La prohibición se hace total, sin ninguna excepción, en el caso de transportar cuchillo o navaja en los aviones comerciales.[cita requerida]